# Orophea dodecandra
Orophea dodecandra är en kirimojaväxtart som beskrevs av Friedrich Anton Wilhelm Miquel. Orophea dodecandra ingår i släktet Orophea och familjen kirimojaväxter. Inga underarter finns listade i Catalogue of Life.